# Odrînkî, Sarnî
Odrînkî (în ucraineană Одринки) este un sat în comuna Korost din raionul Sarnî, regiunea Rivne, Ucraina.

## Demografie
Componența lingvistică a localității Odrînkî
     Ucraineană (99,84%)
     Alte limbi (0,16%)
Conform recensământului din 2001, majoritatea populației localității Odrînkî era vorbitoare de ucraineană (99,84%), existând în minoritate și vorbitori de alte limbi.